# Polizei SV Elbing
Polizei SV Elbing was een Duitse voetbalclub uit het Oost-Pruisische Elbing, dat tegenwoordig het Poolse Elbląg is.

## Geschiedenis
De club werd in 1924 opgericht als SV Schutzpolizei Elbing. Later werd de naam Polizei SV Elbing aangenomen. In 1929 werden de clubs uit Elbing en omgeving overgeheveld naar de nieuwe Grensmarkse competitie, waar ook clubs uit Danzig en Pommeren speelden.
In 1930/31 werd de club kampioen van West-Pruisen en plaatste zich voor de Grensmarkse eindronde. In een groep met drie clubs werd eindigde de club samen met SV 1919 Neufahrwasser op de eerste plaats, maar verloor de beslissende wedstrijd om de groepswinst. De club mocht wel naar de halve finale tegen SV Graf Schwerin Deutsch Krone. Na een 3:2 nederlaag won de club thuis met 9:3, omdat het aantal doelpunten niet telde kwam er een derde wedstrijd die de club ook won. In de finale trof het opnieuw Neufahrwasser, maar deze keer trok Polizei aan het langste eind waardoor ze zich ook plaatsen voor de Baltische eindronde, waarin de club samen met VfB Königsberg tweede werd achter Prussia-Samland Königsberg. De club speelde een beslissende wedstrijd tegen VfB Königsberg voor een ticket naar de eindronde om de Duitse landstitel en verloor deze. Het volgende seizoen won SV Viktoria 1910 Elbing de titel maar in 1933 werd Polizei opnieuw kampioen. In de Grensmarkse eindronde werd de club in de voorronde tweede achter Preußen Danzig en was uitgeschakeld.
Door de strenge winters in het Baltische gebied werd de competitie van 1932/33 in 1931 al begonnen en de geplande competitie van 1933/34 al in 1932. Nadat de NSDAP aan de macht kwam werd de competitie door heel Duitsland grondig geherstructureerd. De Gauliga Ostpreußen werd ingevoerd en het seizoen 1933/34, dat al begonnen was werd niet voltooid. Wel werd op basis van die eindrangschikking het aantal teams voor de Gauliga bepaald. Uit de Kreisliga Westpreußen plaatste enkel de kampioen zich, Polizei SV was tweede geëinigd en ging in de Bezirksklasse spelen. Na twee seizoenen degradeerde de club naar de Kreisklasse.
In 1942 werd de naam nog veranderd in SG Ordnungspolizei Elbing.
Na het einde van de Tweede Wereldoorlog werd Elbing Pools grondgebied en alle Duitse voetbalclubs werden ontbonden.

## Erelijst
Kampioen West-Pruisen
1931, 1933
Kampioen Grensmark
1931